# Straszny zwierz
Straszny zwierz (ros. Страшный зверь) – radziecki krótkometrażowy film animowany z 1969 roku w reżyserii Leonida Zarubina. Na podstawie ukraińskiej bajki ludowej Pan Kotowski (Пан Коцкий).

## Fabuła
Bajka o sprytnej lisicy i łatwowiernych zwierzętach. Lisica postanowiła zastraszyć mieszkańców lasu rozprowadzając pogłoskę, iż znajduje się u niej straszne zwierzę. Zając rozniósł tę plotkę po lesie, a naiwne zwierzęta dały się oszukać i lisica została panią lasu.